# Äggprickning
Äggprickning är en metod för att sterilisera ägg så att de inte utvecklas. Äggprickning används oftast för skadedjursbekämpning när man vill begränsa fågelpopulationer.